# Ungkarlsparadiset
Ungkarlsparadiset är en svensk film från 1931 med regi och manus av Matts A. Stenström. I rollerna ses bland andra Gunnar Bohman, Ernst Larsson och Nils Jonsson.

## Om filmen
Filmes spelades in sommaren 1931 i Stockholm och Stockholms skärgård och premiärvisades den 2 november samma år på flera biografer runt om i Sverige.

## Rollista
- Gunnar Bohman – direktör Brock s:r
- Ernst Larsson	– Ernst Brock j:r, "Charlie"
- Nils Jonsson – direktör Berger, styrelseledamot
- Maj Gillberg – Maj, balettdansös
- Cissy May – Jeanette, direktör Brocks sekreterare
- James Reutz-Nielsen – Bonifas Pimmer, balettmästare
- Vera Lund – Stina, hembiträde
- Allan Lönnmark – Hevald Hösterman, fiskare och gårdskarl
- Percy Richards – direktör Kummel, styrelseledamot
- Karl Hellgren – direktör Lehman, styrelseledamot
- Engelbert Bertel-Nordström – direktör Krohn, styrelseledamot

Ej krediterade
- Aisa Esk – Aisa, balettdansös
- Alli Halling – balettdansös
- Birgitta Millerding – balettdansös
- Margareta Högfors – balettdansös

### Fotnoter
1. 1 2  ”Ungkarlsparadiset”. Svensk Filmdatabas. http://sfi.se/sv/svensk-filmdatabas/Item/?itemid=3695&type=MOVIE&iv=Basic&ref=/templates/SwedishFilmSearchResult.aspx?id%3d1225%26epslanguage%3dsv%26searchword%3dungkarlsparadiset%26type%3dMovieTitle%26match%3dBegin%26page%3d1%26prom%3dFalse. Läst 20 april 2013.